# Betty Bird
Betty Bird, nata Hilde Elisabeth Ptack (Vienna, 18 giugno 1901 – Roma, 4 marzo 1998), è stata un'attrice austriaca.

## Biografia
Hilde Elisabeth Ptack era figlia Ludwig Ptack, segretario privato del proprietario della casa di produzione cinematografica Sascha, circostanza che le permise di entrare molto presto nell'ambiente del cinema. Il 23 dicembre 1923 sposò il cameraman e poi regista Gustav Ucicky. Dopo essere apparsa senza crediti in diversi cortometraggi, nel 1927 recitò per la prima volta nel film di Hans Otto Madame wagt einen Seitensprungese. Successivamente Betty Bird, come veniva chiamata, si trasferì col marito a Monaco e poi a Berlino. Qui recitò soprattutto la parte di una ragazza amabile in commedie leggere, ma senza ottenere un particolare successo.
Lasciò il cinema nel 1935, dopo aver partecipato a una quarantina di film. Il matrimonio con Ucicky finì nell'agosto del 1936 e il 23 dicembre 1937 sposò un dentista cecoslovacco a Roma, dove visse e morì a 96 anni nel 1998.

## Filmografia parziale
- Il cane di Baskerville (Der Hund von Baskerville), regia di Richard Oswald (1929)
- Waterloo, regia di Karl Grune (1929)
- L'ala della fortuna (Liebling der Götter), regia di Hanns Schwarz (1930)
- Il ventaglio della Pompadour (Opernredoute), regia di Max Neufeld (1931)
- Il grande amore (Die große Liebe), regia di Otto Preminger (1931)
- Der Feldherrnhügel, regia di Eugen Thiele (1932)
- Salon Dora Green, regia di Henrik Galeen (1933)
- Melodie imperiali (Kaiserwalzer), regia di Friedrich Zelnik (1933)
- Held einer Nacht, regia di Martin Frič (1935)